# Stanley Rous

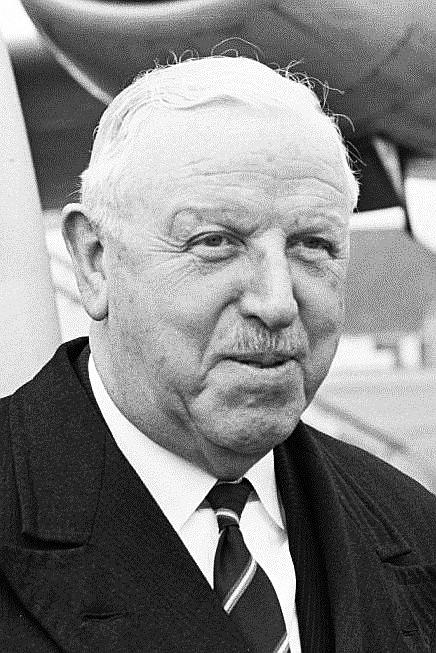
Stanley Rous 1966.

Stanley Ford Rous, född 25 april 1895 i Mutford i Suffolk, död 18 juli 1986 i London, var en brittisk fotbollsdomare och fotbollsfunktionär. Han var president för Fifa 1961–1974.

## Karriär
Rous arbetade från början som idrottslärare på Watford Boys Grammar School (ironiskt nog var det Rous som fick skolan att ändra sin mest spelade sport från fotboll till rugby), där han spelade fotboll på amatörnivå som målvakt. Senare blev han även FIFA-domare, och totalt dömde han i 36 internationella matcher.